# Paris La Défense (établissement public)
L'établissement public Paris La Défense est un établissement public à caractère industriel et commercial créé le 1er janvier 2018 à la suite de la fusion de l'Établissement public de gestion du quartier d'affaires de La Défense (Defacto) et de l'Établissement public d'aménagement de la Défense Seine Arche (Epadesa). Sa mission est d'aménager, exploiter, animer et promouvoir le quartier Paris La Défense.

## Histoire

### Création de l’établissement public Paris La Défense et réorganisation institutionnelle (2017-2020)
En décembre 2017, le Parlement français adopte définitivement la création de l’établissement public Paris La Défense. Le 1er janvier 2018, l'établissement est créé par la fusion de l'organisme auparavant chargé de l’aménagement du quartier (Epadesa) et de l’organisme chargé de la gestion du quartier (Defacto). Cette réorganisation marque le transfert de la compétence d’aménagement de l’État aux collectivités locales, notamment au département des Hauts-de-Seine, devenu le principal financeur des opérations de transformation et modernisation du quartier. L'objectif affiché est de renforcer la lisibilité institutionnelle et de faciliter les projets d’aménagement à l’échelle du territoire.
En 2020, Georges Siffredi, élu président du conseil départemental des Hauts-de-Seine à la suite du décès de Patrick Devedjian, prend également la présidence du conseil d'administration de Paris La Défense. Il réaffirme la volonté de renforcer l'attractivité et la qualité de vie du quartier. La même année, Pierre-Yves Guice est nommé directeur général de l’établissement public, succédant à Marie-Célie Guillaume. Sa feuille de route insiste sur la nécessité d’accentuer la transition écologique, la mixité fonctionnelle et la concertation avec les collectivités et les acteurs économiques.

### Réaménagement et adaptation face aux évolutions du quartier d’affaires (2021-2025)
En 2021, Paris La Défense engage la reconfiguration de la place de La Défense, reliant la Grande Arche à l’Esplanade du Général de Gaulle, pour un montant de 19 millions d’euros. L'opération, confiée au paysagiste Base, vise à améliorer son attractivité. La même année, l'établissement public affirme l’ambition de transformer La Défense en « premier quartier d’affaires post-carbone au monde », avec pour objectif une réduction par 2 des émissions de gaz à effet de serre d’ici 2030. Dans le prolongement de cette orientation, Paris La Défense lance en septembre 2021 un concours d’économies d’énergie en partenariat avec plusieurs grandes entreprises du quartier, telles qu’Orange, BNP Paribas Real Estate ou Groupama Immobilier. Cette initiative anticipe l'application du décret tertiaire de la loi ELAN, qui impose une réduction de 40 % de la consommation énergétique des bâtiments tertiaires d’ici 2030,. En 2022, l’établissement public confirme ce cap en lançant les États généraux de la transformation des tours, un cycle de rencontres destiné à réunir architectes, urbanistes, acteurs financiers, élus et représentants des pouvoirs publics pour réfléchir l’avenir des immeubles de bureaux.
La crise sanitaire liée au Covid-19, le développement du télétravail et l’épuisement de son modèle financier fondé sur la vente de droits à construire viennent par ailleurs accélérer la réflexion sur le modèle du quartier. Paris La Défense souhaite renforcer son attractivité en tant que lieu de vie. La végétalisation des espaces publics, la montée en gamme de la restauration et la promotion des mobilités douces figurent parmi les leviers mobilisés notamment face à la concurrence d’autres pôles d’affaires. En 2023, un projet de loi prévoit d’adapter le régime budgétaire et comptable de l’établissement public Paris La Défense pour plus de flexibilité dans la gestion financière de la structure.
En 2025, Paris La Défense lance une consultation d’urbanisme pour repenser son parvis, jamais rénové depuis 50 ans, et parcouru par 1,5 million d’usagers chaque semaine. L'objectif est de réduire l’îlot de chaleur et améliorer les usages. Cette même année débute le chantier de parc urbain dessiné par le paysagiste Michel Desvignes (5 hectares de pelouses, bosquets et plans d'eau), qui remplacera les carreaux de béton sur l'axe central.

## Mission
Paris La Défense agit en tant qu’interlocuteur unique pour l’aménagement, l’exploitation, l’animation et la promotion du quartier de La Défense, Nanterre et La Garenne-Colombes.
L'établissement pilote l’aménagement et la gestion des espaces publics du quartier, avec une attention portée à la qualité urbaine, à la performance environnementale et à la préservation des ressources. Il veille à diversifier les fonctions du quartier, en soutenant le développement d’une offre résidentielle, commerciale et de loisirs, et en accompagnant les entreprises dans leur installation et leur activité. Paris La Défense anime aussi le territoire en associant les acteurs publics et privés autour de projets d’intérêt général. Enfin, face aux enjeux climatiques, l’établissement cartographie les risques, identifie les zones et publics vulnérables et décline un plan d’adaptation du territoire.

## Organisation et financement
Paris La Défense est administré par un conseil d’administration au sein duquel le département des Hauts-de-Seine détient la majorité des sièges. Aux côtés de ce dernier siègent des représentants des autres collectivités locales concernées : les communes de Courbevoie, Nanterre, Paris et Puteaux, ainsi que la région Île-de-France et la Métropole du Grand Paris. Des personnalités qualifiées, nommées par l’État en raison de leurs compétences en matière d’aménagement et de développement économique, complètent la composition de ce conseil d’administration. Le préfet de la région Île-de-France assiste aux séances du conseil d’administration et dispose de pouvoirs spécifiques lui permettant de veiller à la préservation des intérêts patrimoniaux de l’État dans la gestion du quartier d’affaires. Le financement des charges et des dépenses d’investissement de l’établissement public fait l’objet de conventions entre les collectivités impliquées,.